# Platanákia (ort i Grekland, Nomós Serrón)
Platanákia (Platanakia) är en ort i Grekland.   Den ligger i prefekturen Nomós Serrón och regionen Mellersta Makedonien, i den norra delen av landet, 400 km norr om huvudstaden Aten. Platanákia ligger 307 meter över havet och antalet invånare är 444.
Terrängen runt Platanákia är varierad. Runt Platanákia är det ganska glesbefolkat, med 26 invånare per kvadratkilometer. Närmaste större samhälle är Drosáto, 18,5 km sydväst om Platanákia. Omgivningarna runt Platanákia är en mosaik av jordbruksmark och naturlig växtlighet.